# Pierre Leroux
Pierre-Henri Leroux (París, França, 7 d'abril de 1797 - París, 12 d'abril de 1871) va ser un editor, periodista, filòsof i polític francès. Els seus pares, molt pobres, tenien una casa de begudes a la Plaça des Vosges, a París. Malgrat la situació econòmica de la família, Pierre Leroux pogué realitzar sòlids estudis secundaris. Primer en el Liceu Charlemagne i després, després d'haver obtingut una doble nominació (un primer accèssit de traducció i un cinquè accèssit de versió llatina) en el concurs general de 1809, al Liceu de Rennes, entre 1809 i 1814, com a becari del govern. Encara que va aprovar el curs d'ingrés a l'École Polytechnique en 1814, va renunciar a estudiar-hi per ajudar la seva mare, que havia quedat vídua, i als seus tres germans.
Es va integrar a la maçoneria i va començar a treballar d'aprenent a la impremta d'un cosí. Format com a obrer tipògraf i com a corrector, va ser contractat com a cap de taller a la impremta Panckoucke, on el 1824 Paul-François Dubois funda el diari Le Globe. Encarregat des d'un començament de tasques de primer ordre en el diari, Leroux arriba a publicar articles destacats, particularment sobre matèries filosòfiques.
De seguida es bolcà a la lluita contra la monarquia de la Restauració francesa, abraçant idees liberals, primer adherint-se a la Carboneria, després com a redactor principal de Le Globe. Però després de la Revolució de Juliol comprengué que l'ideal de llibertat havia de ser completat a través de l'"associació". S'adherí llavors al moviment saintsimonià, que es proposava reorganitzar metòdicament el treball sota la direcció d'una elit industrial i religiosa. Aconseguí que el grup saintsimonià comprés el diari, que passà a ser l'òrgan oficiós de la doctrina, tenint com a principal inspirador Michel Chevalier.
Leroux s'allunyà del moviment saintsimonià, encara que durant la resta de la seva vida mantingué l'ideal d'un socialisme humanitari i reformista. En 1834 fou Leroux justament qui creà la paraula "socialisme". Al principi, amb sentit pejoratiu, per designar el perill d'una planificació abusiva de la societat. Vinculà al "socialisme" amb la Inquisició, amb el Terror i profetitza els totalitarismes del segle xx.
Més tard, Leroux reprengué el terme "socialisme" de manera positiva, per designar l'ideal d'una societat que reconciliés els imperatius de llibertat i d'igualtat. Criticà simètricament el "individualisme absolut" i el "socialisme absolut", un equilibri que es trobava a la base del seu pensament. Sostingué un socialisme republicà, és a dir, un pensament que donés tot el lloc possible a la llibertat, prenent l'ideal d'igualtat en el sentit més exigent, el sentit social.
Leroux rebutjà la conformació d'agrupacions o partits socialistes, ja que, segons ell, associar políticament implica donar a entendre que es volen imposar les idees per la força i no pel convenciment gradual. L'obra de Leroux és immensa, tant pel volum com per la diversitat de temes que va abastar. El text més destacat és sens dubte l'Encyclopedia nouvelle (la Nova enciclopèdia), que va realitzar en col·laboració amb Jean Reynaud. Segons Heinrich Heine, aquesta obra representa, per al pensament socialista i republicà del segle xix, el que la Encyclopédie de Diderot va ser al pensament burgès del segle xviii.